# 에바 파르나
에바 파르나(폴란드어: Ewa Farna, 1993년 8월 12일 ~ )는 폴란드계 체코 가수이자 배우이다. 그는 체코의 폴란드 소수 민족에 속한 Třinec의 폴란드 가정에서 태어났다. 폴란드 비엘스코비아와,에서 콘서트 "Ain't Comin 'Back", "May", "Little in Betweens", "Jean", "Little Bit Closer", "Undone". 커버 곡 케이틀린 네이컨을 발표했다.

## 전기
파르나는 1993년 8월 12일 체코의 Třinec 근처 Vendryně 마을에 사는 폴란드 가정에서 태어나 5년 동안 예술 학교 인 Vendryně에 있는 폴란드 초등학교와 Český Těšín에 있는 폴란드 체육관에 다녔다. 그녀는 또한 댄스 스쿨에 다녔고, 피아노를 배웠다. Farna는 2004년과 2005년에 체코와 폴란드에서 지역 재능 콘테스트에서 우승 한 후 처음으로 주목을 받았다. 프로듀서 Lešek Wronka와 만난 후 2006년 데뷔 앨범 Měls mě vůbec rád를 발표했다. 그 뒤를 이어 우승자 roku Objev ( " 2006년 National Music Inquiry Český slavík ( "체코 나이팅게일")의 두 번째 앨범 Ticho와 체코에서 2 위를 차지한 그의 두 번째 앨범 Ticho와 데뷔 앨범 Sam na Sam, 2007년에 발매되었다. 투어 후 Blíž ke hvězdám의 DVD 콘서트는 체코에서 2008년 베스트셀러 음악 DVD가되었다. 2009년 초, 두 번째 앨범의 폴란드어 버전이 Cicho라는 이름으로 발매되었고 2010년에는 Ewa "Hela w opalach"의 에피소드에 포함되었다.
그의 다음 앨범 인 Virtuální는 2009년 10월 26일에 발매되었고, Buď Virtuální 2009-2010 투어는 2009년 11월 3일 브르노에서 시작하여 2009년 12월 6일 프라하에서 끝났다. 국제 투어는 폴란드와 슬로바키아를 포함했다. 2010년에는 Farna의 폴란드 앨범 "EWakuacja"가 발매되었다. 이 앨범은 싱글 및 전체 앨범에 대한 "Viva comet 2011"상을 포함하여 수많은 상을 수상했다. "EWAkuacja"의 싱글은 "Ewakuacja", "Bez Lez", 그리고 2011년 후반에는 "Nie przegap"을 수상했다. 2011년은 Ewa의 18 번째 생일 이었기 때문에 체코에서 DVD "18 Live"로 생일 콘서트가 열렸고, 폴란드에서 DVD "Live", 콘서트 niezapomniany urodzinowy "로 또 하나가 열렸다. 2013년 10월, Farna는 앨범“(W) Inna? 혼란을 일으켰다. 많은 사람들이 이 타이틀을 2012년 파르나의 교통 사고에 대한 언급으로 여겼다. 2014년에는 뮤직 비디오와 함께 체코 싱글 Ewa "Leporelo"와 그녀의 매니저 Lesek Wronka에 대한 노래 "Lesek"이 발매되었다.

## 교통 사고
2012년 5월 22일, Ewa Farna는 Třinec과 Vendryně 마을 사이에서 차를 추락했다. 그는 약간의 흠집만 가지고 있었다. 음주 측정기에 따르면 그는 혈중 알코올 농도가 1미만인 음주 운전을 하고 있었다. 그는 전날 마투라의 출발을 축하하고 운전대에서 잠들었다. 그는 시험 전 일주일 동안 운동으로 인한 피로를 탓했다.

## 음반 목록
- Měls mě vůbec rád (2006)
- Ticho (2007)
- Sam na sam (2007)
- Blíž ke hvězdám (2008)
- Cicho (2009)
- Virtuální (2009)
- EWAkuacja (2010)
- Live (2011)
- 18 Live (2011)
- (W)INNA? (2013)
- Leporelo (2014)
- Inna (2015)